# Franz Ammann
Franz Ammann (3 de novembro de 1919 - 18 de agosto de 1943) foi um oficial alemão que serviu na Heer durante a Segunda Guerra Mundial. Foi condecorado com a Cruz de Cavaleiro da Cruz de Ferro.